# Hansi Kürsch
Hansi Kürsch (* 10. srpna 1966 v Lank-Latum v Německu) je hlavním zpěvákem power metalové skupiny Blind Guardian. Do roku 1998 hrál také na baskytaru. Spolu s kytaristou Jonem Schafferem je členem hudebního projektu Demons & Wizards.

## Diskografie

### Lucifer's Heritage
- Symphonies of Doom (Demo) (1985)
- Battalions of Fear (Demo) (1986)

### Blind Guardian
- Battalions of Fear (1988)
- Live Promo (Demo) (1989)
- Banish from Sanctuary (Singl) (1989)
- No Remorse Records - Label Compilation (Split) (1989)
- Follow the Blind (1989)
- Tales from the Twilight World (1990)
- Demo 1990 (Demo) (1990)
- Blind Guardian Demo IV (Demo) (1991)
- Virgin Summer Slam (Split) (1992)
- Somewhere Far Beyond (1992)
- Tokyo Tales (Živé album) (1993)
- A Past and Future Secret (EP) (1995)
- Imaginations from the Other Side (1995)
- Bright Eyes (Singl) (1995)
- Blind Guardian Plays Beach Boys (Singl) (1996)
- Live in Bangkok (Singl) (1996)
- Mr. Sandman (Singl) (1996)
- Guardians of the Rings (EP) (1998)
- Mirror Mirror (Singl) (1998)
- Nightfall in Middle-Earth (1998)
- And Then There Was Silence (Singl) (2001)
- A Night at the Opera (2002)
- La Cosecha del Dolor (Promo) (2002)
- The Bard's Song (In the Forest) (Singl) (2003)
- Live (Živé album) (2003)
- Imaginations Through the Looking Glass (Video) (2004)
- Blind Guardian / Chrome Division / All Shall Perish / Mandeed (Split) (2006)
- Fly (Singl) (2006)
- A Twist in the Myth (2006)
- Another Stranger Me (Singl) (2007)
- The Remasters (Kompilance) (2007)
- A Voice in the Dark (Singl) (2010)
- The Sacred Worlds and Songs Divine Tour 2010 (Živé album) (2010)
- At the Edge of Time (2010)
- Memories of a Time to Come (Kompilace) (2012)
- A Traveler's Guide to Space and Time (Box set) (2013)
- Nuclear War: The Best of Blind Guardian - The Nuclear Blast Years (2014)
- Twilight of the Gods (Singl) (2014)
- Beyond the Red Mirror (2015)
- Live Beyond the Spheres (Živé album) (2017)
- 1988-2003 (Box set) (2018)
- The Tides of War - Live at Rock Hard Festival 2016 (EP) (2018)
- This Storm (Singl) (2019)
- Blind Guardian Twilight Orchestra: Legacy of the Dark Lands (2019)
- Violent Shadows - Live (Singl) (2020)
- Imaginations from the Other Side Live (Živé album) (2020)
- Merry Xmas Everybody (Singl) (2020)
- Deliver Us from Evil (Singl) (2021)
- Secrets from the American Gods (Singl) (2022)
- Blood of the Elves (Singl) (2022)
- Violent Shadows (Singl) (2022)
- The Bard Machine (EP) (2022)
- The God Machine (2022)

### Demons & Wizards
- 2 Track Promo CD (Singl) (1999)
- Demons & Wizards (1999)
- Heaven Denies / The Whistler (Singl) (2000)
- Touched by the Crimson King (2005)
- Demons & Wizards / Touched by the Crimson King (Box set) (2008)
- Diabolic (Singl) (2019)
- Midas Disease (Singl) (2020)
- Wolves in Winter (Singl) (2020)
- III (2020)